# 大島稔彦
大島 稔彦（おおしま としひこ、1945年（昭和20年） - ）は、元参議院法制局長。

## 略歴
- 1969年（昭和44年） 東京大学法学部卒業
- 1986年（昭和61年）12月22日 参議院法制局第五部第二課長
- 1988年（昭和63年）6月1日 参議院法制局第二部第一課長
- 1990年（平成2年）7月10日 参議院法制局第四部第二課長
- 1993年（平成5年）9月1日 参議院法制局第一部第一課長
- 1995年（平成7年）6月26日 参議院法制局第一部第三課長兼務
- 1995年（平成7年）10月1日 参議院法制局第一部副部長
- 1996年（平成8年）7月1日 参議院法制局法制主幹
- 1999年（平成11年）8月20日 参議院法制局第四部長
- 2000年（平成12年）1月20日 参議院憲法調査会事務局長
- 2001年（平成13年）7月10日 参議院法制局第二部長
- 2002年（平成14年）1月1日 参議院法制局第一部長
- 2003年（平成15年）4月1日 法制主幹兼務
- 2003年（平成15年）8月1日 免兼法制主幹
- 2005年（平成17年）1月1日 参議院法制次長
- 2006年（平成18年）4月1日 参議院法制局長
- 2009年（平成21年）12月4日 法制局長退任
- 2015年（平成27年）11月 瑞宝重光章受章。

著書
- 『法制執務ハンドブック』第一法規、1998年。
- 『立法学 = Legislation : 理論と実務』第一法規、2013年。
- ほか、多数あり。[1]